# Werner Sanne
Werner Otto Sanne (5 avril 1889 à Berlin - 26 septembre 1952 au camp de prisonniers de Krasnopol) est un Generalleutnant allemand qui a servi au sein de la Heer dans la Wehrmacht pendant la Seconde Guerre mondiale.
Il a été récipiendaire de la croix de chevalier de la croix de fer. Cette décoration est attribuée pour récompenser un acte d'une extrême bravoure sur le champ de bataille ou un commandement militaire avec succès.

## Biographie
Sanne s'engage le 20 juin 1908 comme élève-officier dans le 117e régiment d'infanterie (de) et est promu lieutenant le 16 juin 1910.
Werner Sanne est capturé par les troupes soviétiques en 1943 après la reddition des forces allemandes lors de la bataille de Stalingrad.
Il décède en 1952 au camp de prisonniers de Krasnopol.

## Décorations
- Croix de fer (1914)
  - 2e Classe
  - 1re Classe
- Insigne des blessés (1914)
  - en Noir
- Croix d'honneur
- Agrafe de la Croix de fer (1939)
  - 2e Classe
  - 1re Classe
- Médaille du Front de l'Est
- Croix allemande en Or (19 décembre 1941)
- Croix de chevalier de la Croix de fer
  - Croix de chevalier le 22 février 1942 en tant que Generalleutnant et commandant de la 100. Infanterie-Division[1]